# Allophylus edulis
Fruta-de-pombo ou chal-chal (Allophylus edulis) é uma espécie de planta existente no Brasil e outros países da América Latina. Árvore ou arbusto, podendo chegar até 10 metros de altura.

## Características
Tronco ereto, descamante em placas, casca fina, pardo-escura, ramos acinzentado com lenticelas. Folhas compostas, trifoliadas, de 10 a 15 cm de comprimento, folíolos oblongo-lanceolados, glabros ou pubescentes próximo às nervuras principais, margem serreada, ápice acuminado, pecíolo com canal bem definido, de 3 a 5 cm de comprimento. Inflorescência composta, com ramos centrais mais longos, terminais ou na axila das folhas do ápice dos ramos vegetativos. Flores pediceladas, branco-esverdeadas, de 2 a 5 mm de comprimento. Frutos drupáceos abundantes, ovóides a subesféricos, pequenos, vermelhos, lisos e glabros.

## Usos medicinais
Tanto as folhas, quanto os frutos de Allophylus edulis possuem propriedades terapêuticas. A infusão das folhas é empregada no tratamento de diabetes, em inflamações de garganta, feridas, pressão alta, problemas intestinais e digestivos. Já os frutos maduros são comestíveis e quando fermentados produzem a bebida “chicha”. 

Alguns estudos relataram que Allophylus edulis apresenta propriedades repelentes contra insetos, atividades genotóxicas, antioxidantes e anticolinesterásicas.